# روبرتو دييغو غراو
روبرتو دييغو غراو (بالإسبانية: Roberto Diego Grau) هو لاعب اتحاد الرغبي ومدرب رياضي أرجنتيني، ولد في 16 يوليو 1970 في مندوزا في الأرجنتين.

## وصلات خارجية
- روبرتو دييغو غراو على موقع دوري الرغبي الممتاز (الإنجليزية)
- روبرتو دييغو غراو عل موقع إسبنسكروم (الإنجليزية)
- روبرتو دييغو غراو على موقع ItsRugby.co.uk (الإنجليزية)